# Turystyka rowerowa

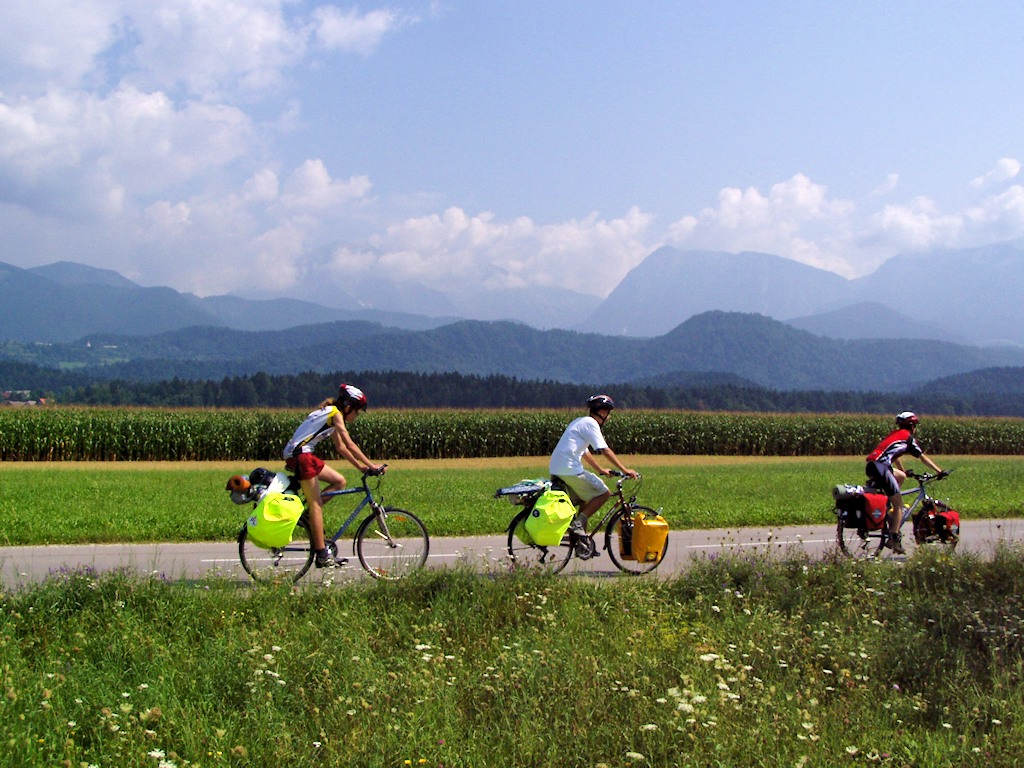
Trzech turystów rowerowych na wyprawie w Słowenii.

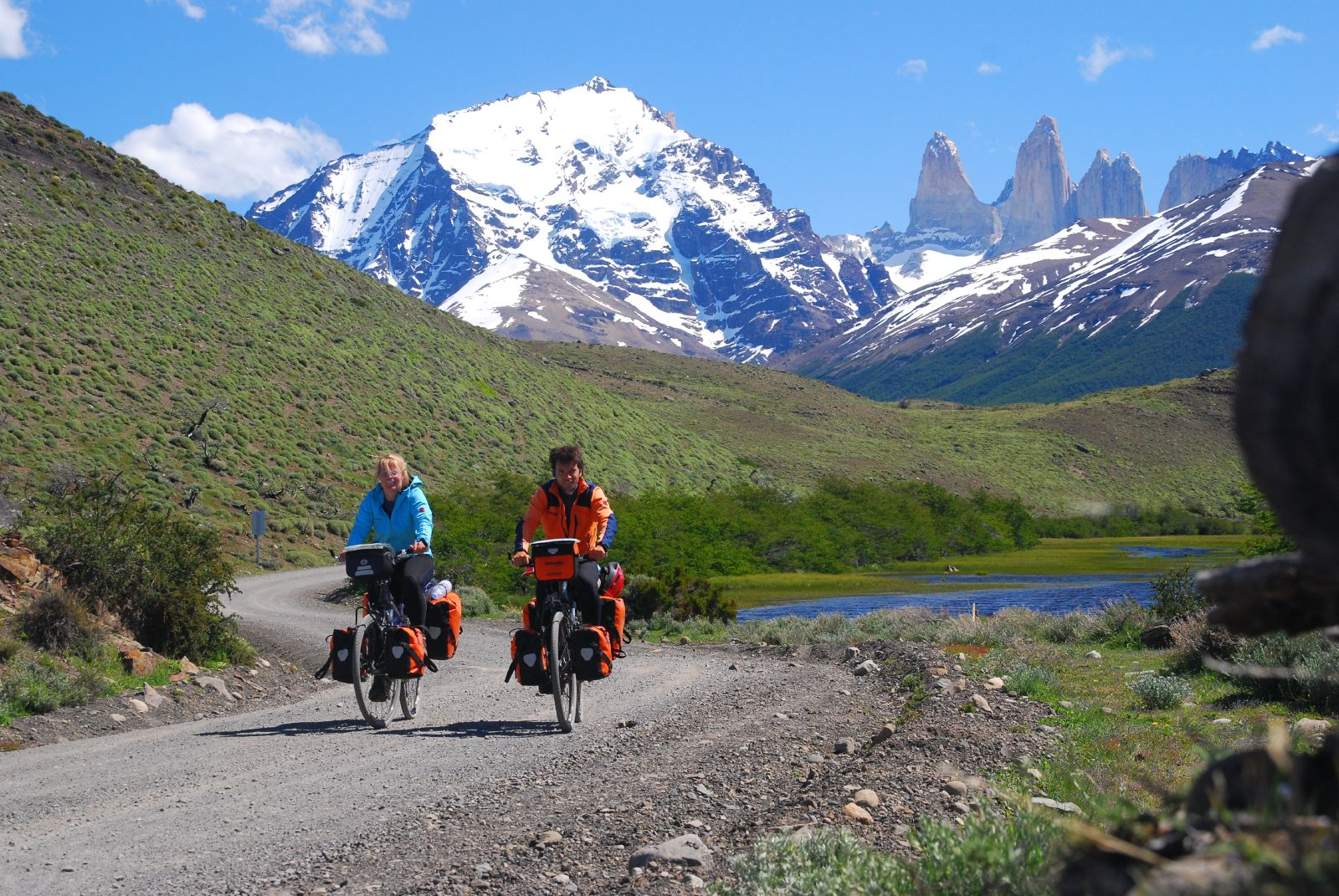
Jazda na rowerze przez Torres del Paine

Turystyka rowerowa – rodzaj aktywności fizycznej, metoda spędzania wolnego czasu, która zakłada podróżowanie rowerem w celach rozrywkowych lub turystycznych, a nie współzawodnictwa sportowego lub transportowych (np. dojazd do szkoły, pracy itp.). Inaczej mówiąc, jest to forma turystyki, w której przemieszczanie się wykonywane jest głównie przy pomocy roweru (a nie pieszo, samochodem, pociągiem itd.), przy czym może mieć zarówno charakter krajoznawczy, jak i wyczynowy. 
Zakres znaczenia tego słowa jest różny w zależności od kraju. W niektórych regionach przyjmuje się, że turystyka rowerowa zakłada podróż najwyżej kilkudniową, w innych natomiast dopuszcza się podróże długodystansowe.
Turystykę rowerową uprawia się indywidualnie lub w zorganizowanych klubach turystyki rowerowej. Jest jedną z form turystyki kwalifikowanej (aktywnej).

## Infrastruktura
W wielu rejonach dla turystów rowerowych (dawniej „cyklistów”) wytyczane są specjalne, znakowane trasy i szlaki rowerowe, często wielodniowe, o charakterze ponadregionalnym lub nawet międzynarodowym. W miejscach, w których ta forma turystyki ma najdłuższą tradycję, powstaje wzdłuż tych szlaków odpowiednia infrastruktura turystyczna (punkty noclegowe, gastronomia, punkty serwisowe dla rowerów i in.). 
Wydawane są specjalne rowerowe mapy turystyczne i przewodniki w formach papierowej i elektronicznej (strony, aplikacje mobilne).

## Odznaki PTTK
Z myślą o rowerzystach, przede wszystkim dla zachęcenia ich do peregrynacji po Polsce, Polskie Towarzystwo Turystyczno-Krajoznawcze opracowało i wprowadziło odznaki potwierdzające osiągnięcia w zakresie turystyki rowerowej:
- Kolarska Odznaka Turystyczna (KOT);
- Odznaka krajoznawcza „Szlakami zamków w Polsce”;
- Kolarska Odznaka Pielgrzymia (KOP).